# Torre de vento

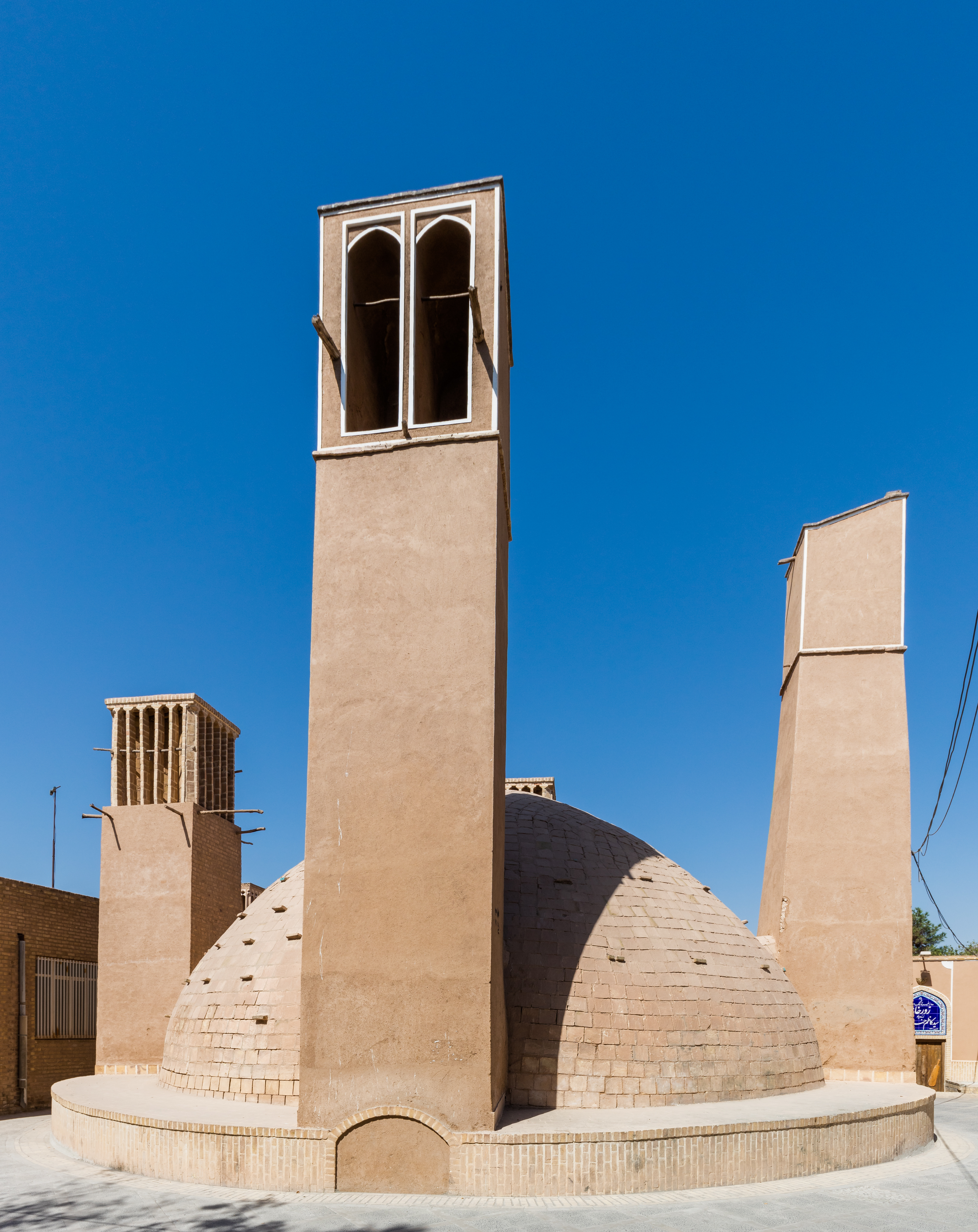
Um ab anbar (reservatório de água) com duas cúpulas e uma torre de vento (aberturas de perto do topo das torres) no deserto central da cidade de Iazde, do irã

Uma torre de vento, ou apanhador de vento (em persa: بادگیر; Badgir: Bad "vento" + gir "apanhador"), é um tradicional elemento arquitetônico persa para criar ventilação natural nos edifícios. Possuem diversos modelos: unidirecional, bidirecional e multidirecional.
Essas estruturas continuam presentes em muitos países e podem ser encontradas em arquitetura tradicional com influencia persa por todo o Oriente Médio, inclusive nos pequenos estados árabes do Golfo Pérsico (principalmente Barém e Dubai), Paquistão e Afeganistão.

## Generalidades
No Irã acontece grande variação de temperatura diurna com um clima árido. A maioria dos edifícios são construídos com a espessura de cerâmica com elevados valores de isolamento. Cidades centradas no deserto (oásis) tendem a ser construídas em estreita colaboração de altas paredes e tetos, maximizando a sombra ao nível do solo. O calor da luz solar direta é minimizado com pequenas janelas que enfrentam longe do sol. A eficácia do apanhador de vento levou a seu uso rotineiro como um dispositivo de refrigeração na arquitetura persa. Muitos reservatórios de água tradicionais (anbars) são construídos com apanhadores de ventos que são capazes de armazenar água a temperaturas perto do congelamento durante os meses de verão. O efeito do resfriamento evaporativo é mais forte nos climas mais secos, como no planalto iraniano, levando ao uso ubíquo de torres de vento em áreas mais secas. Uma pequena torre de vento é chamada de shish-Khan na arquitetura persa tradicional. Shish-khans ainda pode ser visto no topo de anbars ab em Gasvim e outras cidades do norte do Irã. Estes parecem funcionar mais como ventiladores que como os reguladores de temperatura observadas nos desertos do Irã. [No Egito, as torres de ventos são conhecidos como malqaf pl. Malaaqef.]  

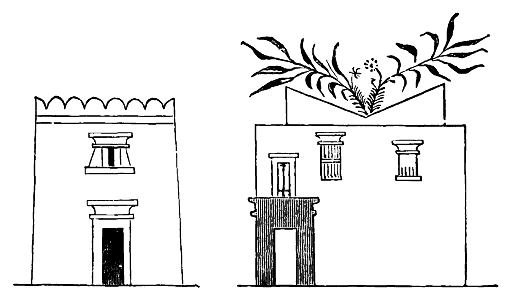
Casa de habitação no Antigo Egito, com torre de ventos.

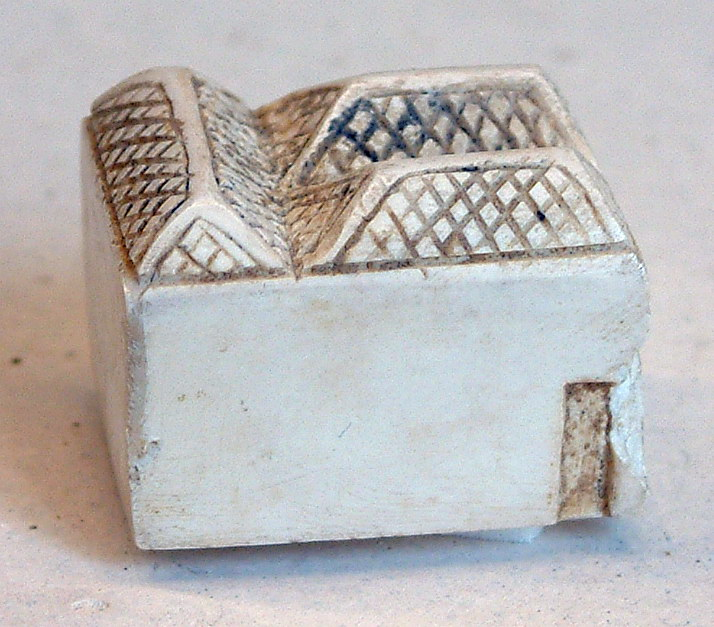
Casa egípcia antiga em miniatura mostrando torre de vento, que datam do Início de Período Dinástico do Egito, encontrado em Abu Roach, perto do Cairo. Agora no museu do Louvre.

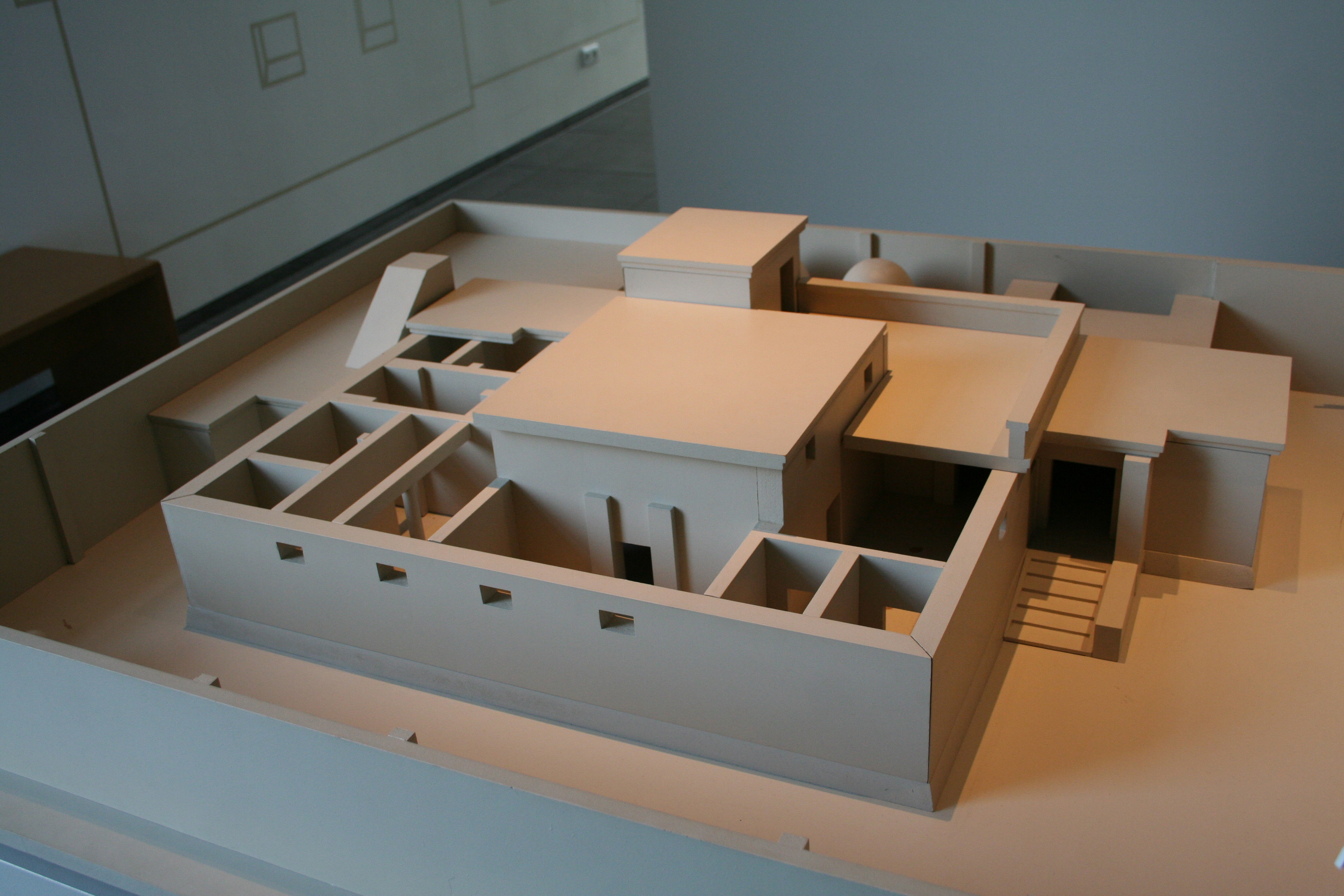
Modelo de uma casa antiga egípcia casa com torre de ventos, Roemer - und Pelizaeus Hildesheim

## Estrutura e a arquitetura
Torres de vento tendem a ter uma, quatro ou oito aberturas. A construção depende da direção do fluxo de ar no local específico: se o vento tende a soprar a partir de apenas um lado, é construído com apenas uma abertura a favor do vento. Para manter os edifícios livres de poeira e areia soprada do deserto, foram construídas de costas para o vento.  

## Função

Um apanhador de vento ou malqaf usado na tradicional persa/arquitectura árabe

O apanhador de vento pode funcionar de três formas: direcionar o fluxo de ar para baixo usando a entrada do vento direta, direcionando o fluxo de ar para cima usando um gradiente de temperatura assistida pelo vento, ou direcionar o fluxo de ar para cima usando um gradiente de temperatura solar assistida. 
Uma das utilizações mais comuns da torre de ventos é para arrefecer o interior da habitação; é frequentemente usado em combinação com pátios e cúpulas como ventilação geral e estratégia de combate ao calor. É, essencialmente, uma torre alta, que se tapou com uma face aberta no topo. Este lado aberto virado para o vento predominante, assim, "captura-o" e leva-o para baixo para manter o fluxo de ar, refrigerando, assim, o interior do edifício. Isso não significa necessariamente esfriar o ar em si, mas em vez baseia-se na taxa de fluxo de ar para proporcionar um efeito de arrefecimento. Torre de ventos têm sido empregadas desta forma há milhares de anos.

Um apanhador de vento e qanat usada para resfriamento

### O fluxo de ar para cima, devido ao gradiente de temperatura
Torre de ventos também são utilizados em combinação com um qanat, ou canal subterrâneo. Neste método, o lado aberto da torre fica virado para fora a partir da direção do vento predominante (a orientação da torre pode ser ajustada por portas direcionais no topo). Assim o ar é puxado para cima usando o efeito "Coanda". O diferencial de pressão de um lado do edifício faz com que o ar seja aspirado para dentro da passagem do outro lado. O ar quente é trazido para dentro do túnel qanat e é arrefecido por entrar em contato com a terra fria e água fria que atravessa o qanat. O ar refrigerado é elaborado através da torre, novamente pelo efeito Coanda. No seu conjunto, o ar frio flui através do edifício, causando a diminuição da temperatura global da estrutura. O efeito é ampliado pelo vapor de água do qanat'.

#### Gradiente de temperatura produzido pelo sol
Em um ambiente ou sem água ou sem vento, um apanhador de vento funciona como uma chaminé solar. Isto cria um gradiente de pressão que permite que o ar quente, que é menos denso, viaje para cima e escape para fora do topo. Isso também é agravado significativamente pelo ciclo diurno, prendendo ar frio abaixo. A temperatura em um ambiente como esse não pode cair abaixo da temperatura noturna. Quando acoplado com espessura de adobe que apresenta boa resistência contra qualidades de transmissão de calor, a torre é capaz de relaxar espaços de nível mais baixo em mesquitas e casas (por exemplo shabestans) no meio do dia para temperaturas frias. [O uso do alumínio para a torre fornece um sistema de captação mais eficiente, permitindo a captura de vento de múltiplas direções.]

## Galeria

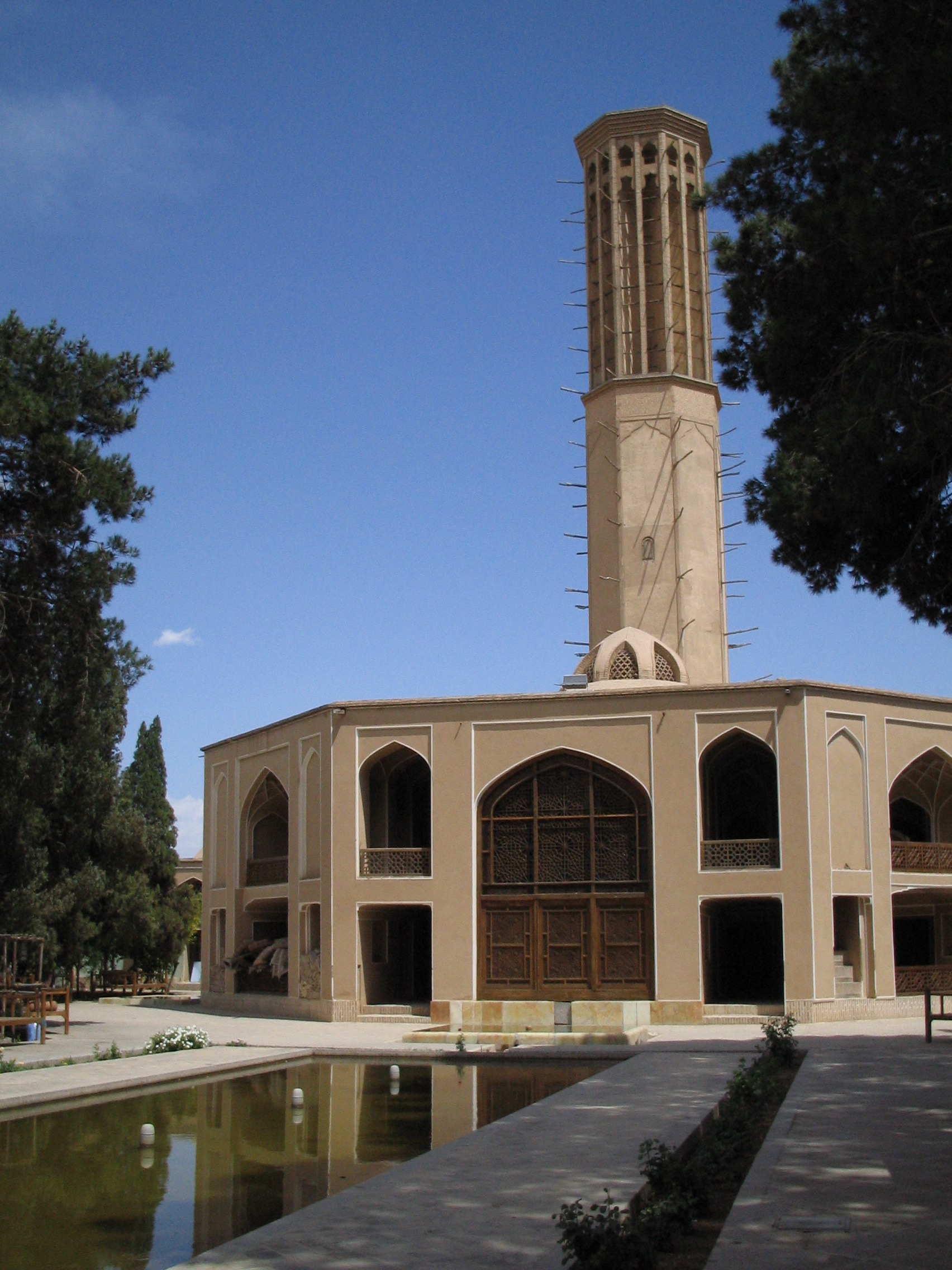
Uma torre de vento em Dowlatabad, Irã — um dos mais altos existentes
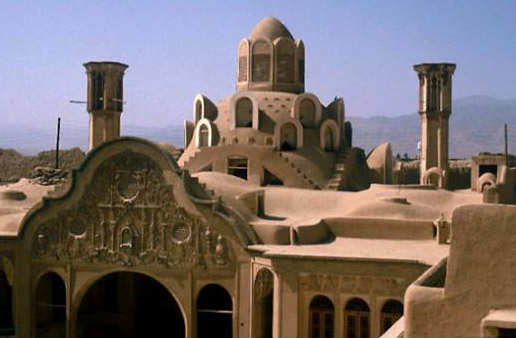
Casa de Borujerdi, no centro do irã. Construído em 1857, é um excelente exemplo da antiga arquitetura persa de deserto. As duas torres de vento acima do andaruni (pátio) da casa.
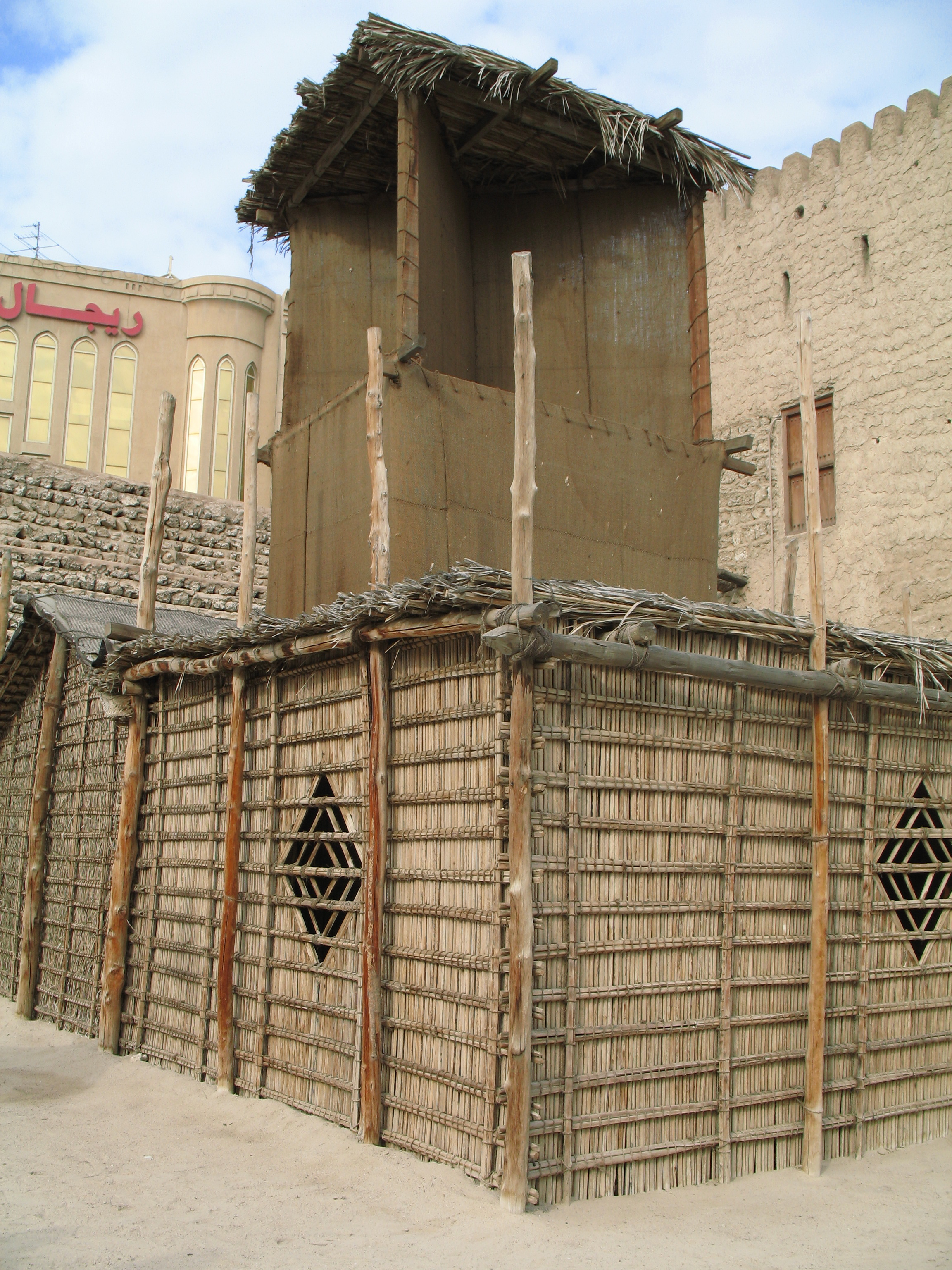
A torre neste barasti (folhas de palmeira) — casa de capturas do vento, da mesma forma como um normal da torre do vento e resfria o interior.
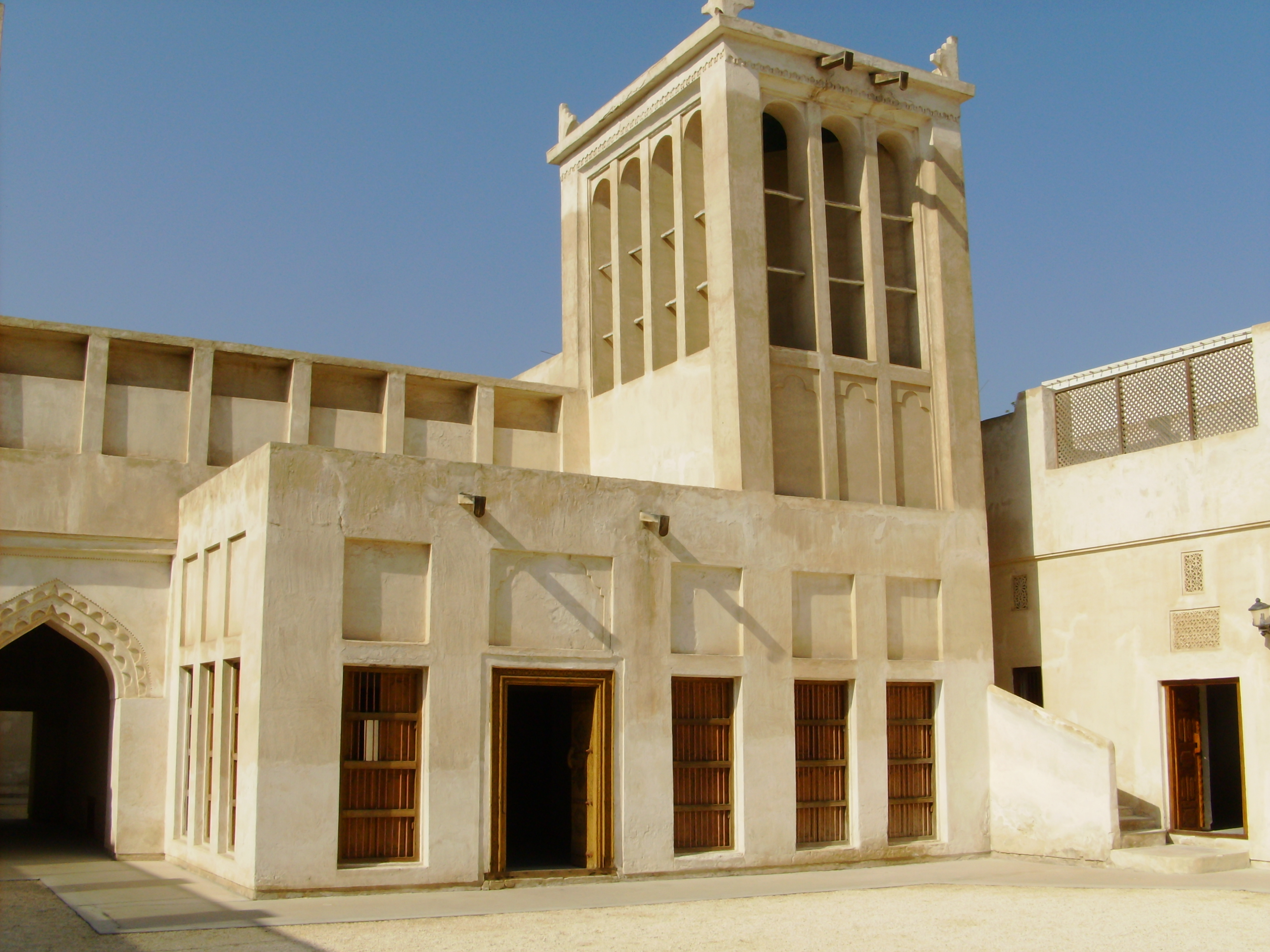
Windtower do Isa bin Ali, na Casa - Muarraque, Barém
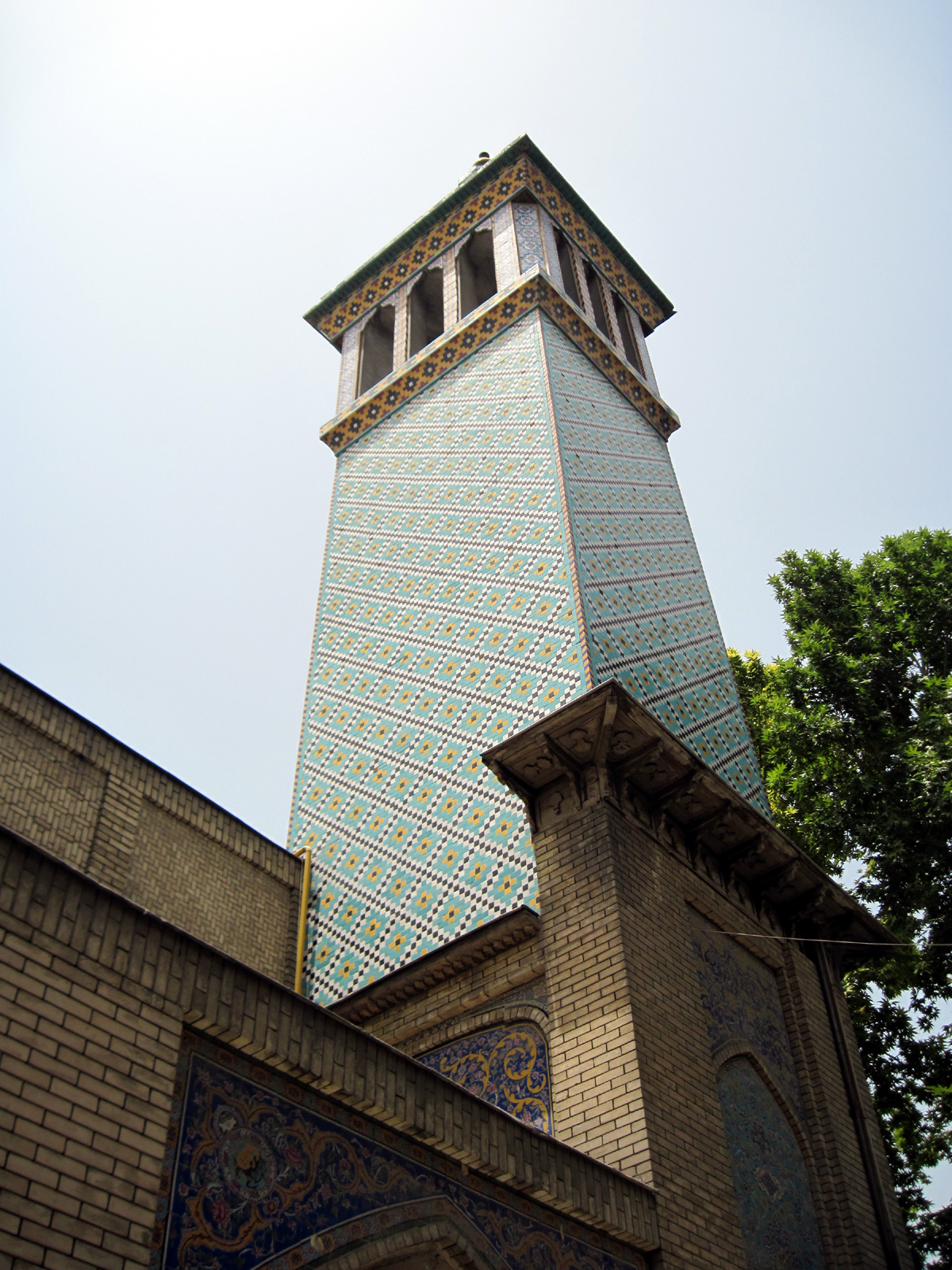
Palácio de Golestan, Teerã, Irã
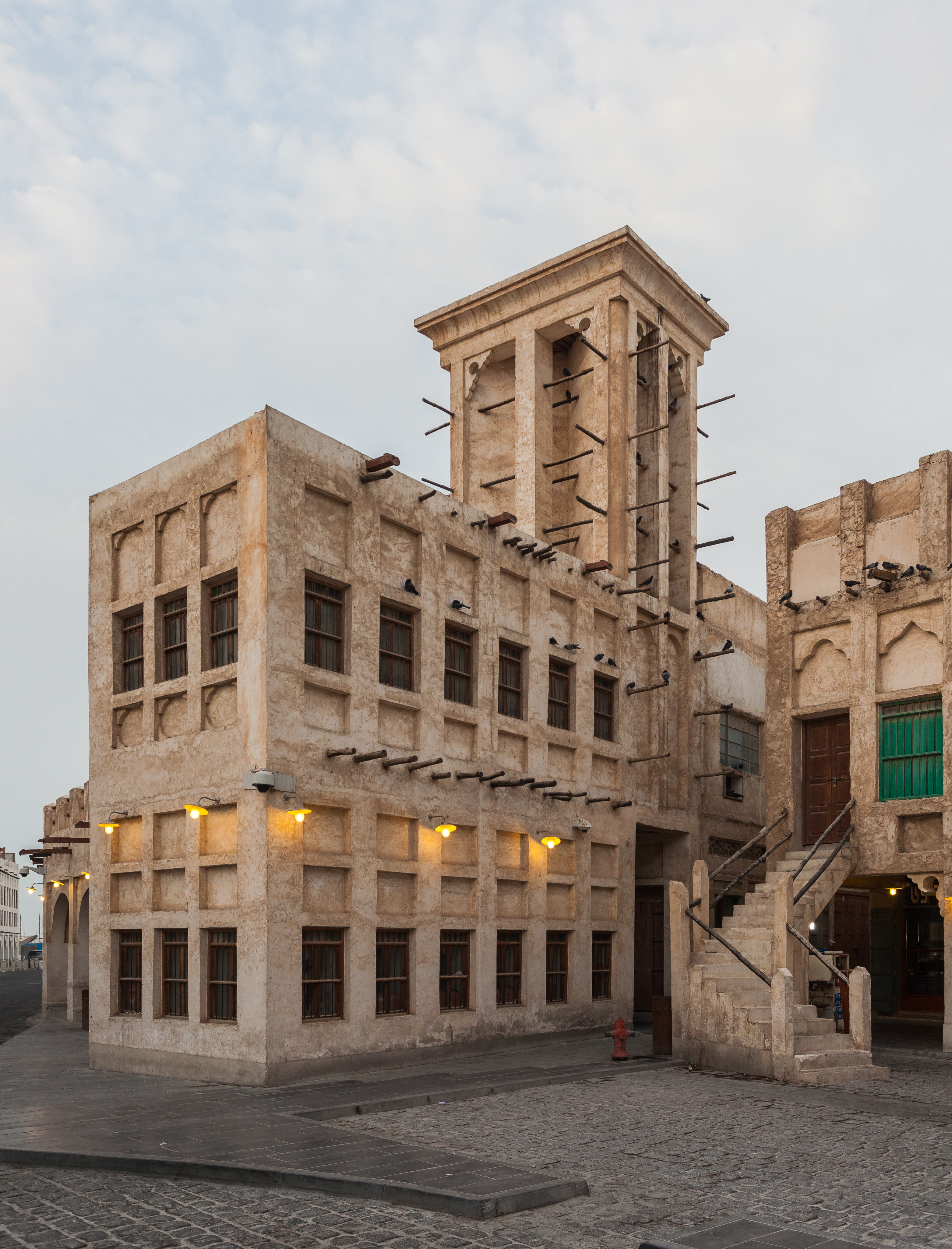
Exemplo no Souq Waqif, Doha, Catar